# Drosera cistiflora
Drosera cistiflora là một loài thực vật thuộc chi Gọng vó trong họ Gọng vó. Loài này phân bố ở nam châu Phi. Loài này nổi bật với hoa to bất thường.